# ألكسندر بينكو
ألكسندر بينكو (بالكرواتية: Aleksandar Benko)‏ هو لاعب كرة قدم كرواتي، ولد في 16 فبراير 1925 في تشاكوفيتش في كرواتيا، وتوفي في 26 مايو 1991 في سانت غالن في سويسرا. شارك مع منتخب كرواتيا لكرة القدم. أما مع النوادي، فقد لعب مع نادي دينامو زغرب ونادي سانت غالن ونادي غراسهوبر زيوريخ ونادي فولن ونادي لوغانو.